# 여름이 가기 전에
"여름이 가기 전에"는 2007년에 개봉한 대한민국의 영화이다.

## 캐스팅
- 이현우 : 이민환 역
- 김보경 : 소연 역
- 권민 : 김재현 역
- 최지항 : 낙길 역
- 임정운 : 대학원 조교 역
- 서진원 : 엘리트 사원들 역
- 방은희 : 상정 역
- 김예령 : 소연 언니 역 (특별출연)